# آيت واحي أو حقي (آيت واحي أو حقي)
آيت واحي أو حقي هو دُوَّار يقع بجماعة أغبالو، إقليم ميدلت، جهة درعة تافيلالت في المملكة المغربية. ينتمي الدوّار لمشيخة آيت واحي أو حقي التي تضم 3 دواوير. يقدر عدد سكانه بـ 720 نسمة حسب الإحصاء الرسمي للسكان والسكنى لسنة 2004.

## وصلات خارجية
- البوابة الوطنية للجماعات الترابية
- المندوبية السامية للتخطيط